# Ашуг Хаят
Сукиас Карапетович Захриян (арм. Սուքիաս Կարապետի Զահրիյան; 1850-е, Александрополь — ок. 1930, Ереван), более известный как Хаят (арм. Խայաթ), — армянский ашуг XIX века.

## Биография
Ашуг Хаят родился в начале 1850-х годов в городе Александрополь (Гюмри). Автор ряда песен и эпосов. Часть его песен вышла в свет в 1889 году. Перевёл с тюркского на армянский три версии знаменитого эпоса «Кёр-оглу». Часть песен Хаята есть в сборнике Г. Тарведяна «Армянские ашуги».